# Genesis archive 1967-75
Genesis archive 1967-75 is een verzamelalbum van Genesis. Het album verscheen toen de populariteit van muziekgroep zich in een neerwaarste spiraal bewoog. Het studioalbum Calling All Stations werd door pers en publiek nauwelijks geapprecieerd. Deze verzamelbox leverde opnamen uit de tijd dat Peter Gabriel (nog) zanger van de band was, voordat Phil Collins het roer zou overnemen. Toch bevat de box ook nieuwe opnamen in heropnamen voor de CD1 en CD2 van Gabriel en Steve Hackett omdat hun kunsten op de originele tapes niet voldoende of goed uit de verf kwamen. Het nummer It van CD2 is een studio-opname. Tijdens het concert, het enige dat van die tournee bewaard is gebleven, werd verzuimd de tape te vernieuwen, zodat het band ophield toen It begon.
In het Verenigd Koninkrijk wist het album nog een 35e plaats te halen in de albumlijst, in Duitsland een 75e plaats. In Nederland en België haalde het geen notering. 

## Musici
- Peter Gabriel: eerste zangstem, achtergrondzang, dwarsfluit, percussie en drumstel op Patricia
- Tony Banks: piano, elektronisch orgel, elektrische piano, mellotron, synthesizer, 12-snarige gitaar, achtergrondzang en tweede zangstem op Shepherd
- Mike Rutherford: basgitaar, 12-snarige gitaar, baspedalen, achtergrondzang
- Steve Hackett: gitaar (discs 1-3)
- Phil Collins: drumstel, percussie, zang (discs 1-3), eerste zangstem (More fool me)
- Anthony Phillips : gitaar, achtergrondzang (disc 4), tweede zangstem op (Let us now make love)
- John Mayhew: drumstel (disc 4, tracks 3-6)
- John Silver: drumstel (disc 4, tracks 1, 7-8), koekjestrommel (disc 4, track 12)

Er waren enige foutjes geslopen in het afdrukken bij de lijst musici. De originele drummer Chris Stewart werd wel genoemd in de teksten maar niet bij de nummers.

## Muziek
| Nr. | Titel                                                                                 | Bijzonderheid                                   | Duur |
| --- | ------------------------------------------------------------------------------------- | ----------------------------------------------- | ---- |
| 1.  | The lamb lies down on Broadway (Banks, Collins, Gabriel, Hackett, Rutherford)         | Shrine Auditorium, Los Angeles, 24 januari 1975 | 6:29 |
| 2.  | Fly on a windshield (Banks, Collins, Gabriel, Hackett, Rutherford)                    | Shrine Auditorium, Los Angeles, 24 januari 1975 | 2:54 |
| 3.  | Broadway melody of 1974 (Banks, Collins, Gabriel, Hackett, Rutherford)                | Shrine Auditorium, Los Angeles, 24 januari 1975 | 2:19 |
| 4.  | Cuckoo cocoon (Banks, Collins, Gabriel, Hackett, Rutherford)                          | Shrine Auditorium, Los Angeles, 24 januari 1975 | 2:17 |
| 5.  | In the cage (Banks, Collins, Gabriel, Hackett, Rutherford)                            | Shrine Auditorium, Los Angeles, 24 januari 1975 | 7:56 |
| 6.  | The grand parade of lifeless packaging (Banks, Collins, Gabriel, Hackett, Rutherford) | Shrine Auditorium, Los Angeles, 24 januari 1975 | 4:25 |
| 7.  | Back in N.Y.C. (Banks, Collins, Gabriel, Hackett, Rutherford)                         | Shrine Auditorium, Los Angeles, 24 januari 1975 | 6:19 |
| 8.  | Hairless heart (Banks, Collins, Gabriel, Hackett, Rutherford)                         | Shrine Auditorium, Los Angeles, 24 januari 1975 | 2:22 |
| 9.  | Counting out time (Banks, Collins, Gabriel, Hackett, Rutherford)                      | Shrine Auditorium, Los Angeles, 24 januari 1975 | 4:00 |
| 10. | The carpet crawlers (Banks, Collins, Gabriel, Hackett, Rutherford)                    | Shrine Auditorium, Los Angeles, 24 januari 1975 | 5:45 |
| 11. | The chamber of 32 doors (Banks, Collins, Gabriel, Hackett, Rutherford)                | Shrine Auditorium, Los Angeles, 24 januari 1975 | 5:52 |

| Nr. | Titel | Bijzonderheid                                   | Duur |
| --- | --- | ----------------------------------------------- | ---- |
| 1.  | Liliwhite Lilith (Banks, Collins, Gabriel, Hackett, Rutherford)                                               | Shrine Auditorium, Los Angeles, 24 januari 1975 | 3:04 |
| 2.  | The waiting room (Banks, Collins, Gabriel, Hackett, Rutherford)                                               | Shrine Auditorium, Los Angeles, 24 januari 1975 | 6:15 |
| 3.  | Anyway (Banks, Collins, Gabriel, Hackett, Rutherford)                                                         | Shrine Auditorium, Los Angeles, 24 januari 1975 | 3:28 |
| 4.  | Here comes the supernatural anaesthesist (Banks, Collins, Gabriel, Hackett, Rutherford)                       | Shrine Auditorium, Los Angeles, 24 januari 1975 | 3:57 |
| 5.  | The lamia (Banks, Collins, Gabriel, Hackett, Rutherford)                                                      | Shrine Auditorium, Los Angeles, 24 januari 1975 | 7:12 |
| 6.  | Silent sorrow in empty boats (Banks, Collins, Gabriel, Hackett, Rutherford)                                   | Shrine Auditorium, Los Angeles, 24 januari 1975 | 3:15 |
| 7.  | The colony of Slipperman (arribal/A visit to the doctor/Raven) (Banks, Collins, Gabriel, Hackett, Rutherford) | Shrine Auditorium, Los Angeles, 24 januari 1975 | 8:47 |
| 8.  | Ravine (Banks, Collins, Gabriel, Hackett, Rutherford)                                                         | Shrine Auditorium, Los Angeles, 24 januari 1975 | 1:39 |
| 9.  | The light goes down on Broadway (Banks, Collins, Gabriel, Hackett, Rutherford)                                | Shrine Auditorium, Los Angeles, 24 januari 1975 | 3:37 |
| 10. | Riding the scree (Banks, Collins, Gabriel, Hackett, Rutherford)                                               | Shrine Auditorium, Los Angeles, 24 januari 1975 | 4:30 |
| 11. | In the rapids (Banks, Collins, Gabriel, Hackett, Rutherford)                                                  | Shrine Auditorium, Los Angeles, 24 januari 1975 | 2:25 |
| 12. | It (Banks, Collins, Gabriel, Hackett, Rutherford)                                                             | Shrine Auditorium, Los Angeles, 24 januari 1975 | 4:20 |

| Nr. | Titel                                                                                | Bijzonderheid                            | Duur  |
| --- | ------------------------------------------------------------------------------------ | ---------------------------------------- | ----- |
| 1.  | Dancing with the moonlit knight (Banks, Collins, Gabriel, Hackett, Rutherford)       | Rainbow Theatre, Londen, 20 oktober 1973 | 7:05  |
| 2.  | Firth of Fifth (Banks, Collins, Gabriel, Hackett, Rutherford)                        | Rainbow Theater, Londen, 20 oktober 1973 | 8:29  |
| 3.  | More fool me (Banks, Collins, Gabriel, Hackett, Rutherford)                          | Rainbow Theater, Londen, 20 oktober 1973 | 4:01  |
| 4.  | Supper's ready (Banks, Collins, Gabriel, Hackett, Rutherford)                        | Rainbow Theater, Londen, 20 oktober 1973 | 26:31 |
| 5.  | I know what I like (in your wardrobe) (Banks, Collins, Gabriel, Hackett, Rutherford) | Rainbow Theater, Londen, 20 oktober 1973 | 5:36  |
| 6.  | Stagnation (Banks, Gabriel, Phillips, Rutherford)                                    | BBC opname, 10 mei 1971                  | 8:52  |
| 7.  | Twilight alehouse (Banks, Gabriel, Phillips, Rutherford)                             | B-kant single I know what I like         | 7:45  |
| 8.  | Happy the man (Banks, Collins, Gabriel, Hackett, Rutherford)                         | apart verschenen single                  | 2:53  |
| 9.  | Watcher of the skies (Banks, Collins, Gabriel, Hackett, Rutherford)                  | singleversie                             | 3:42  |

| Nr. | Titel                                                                               | Bijzonderheid                                     | Duur |
| --- | ----------------------------------------------------------------------------------- | ------------------------------------------------- | ---- |
| 1.  | In the wilderness (Banks, Gabriel, Phillips, Rutherford)                            | alternatieve mix uit 1968                         | 3:00 |
| 2.  | Shepherd (Banks, Gabriel, Phillips, Rutherford)                                     | BBC-opnamen 22 februari 1970                      | 4:00 |
| 3.  | Pacidy (Banks, Gabriel, Phillips, Rutherford)                                       | BBC-opnamen 22 februari 1970                      | 5:42 |
| 4.  | Let us now make love (Banks, Gabriel, Phillips, Rutherford)                         | BBC-opnamen 22 februari 1970                      | 6:14 |
| 5.  | Going out to get you (Banks, Gabriel, Phillips, Rutherford)                         | Regent Sound demo, 20 augustus 1969               | 4:54 |
| 6.  | Dusk (Banks, Gabriel, Phillips, Rutherford)                                         | Regent Sound demo, 20 augustus 1969               | 6:14 |
| 7.  | Build me a mountain (Banks, Gabriel, Phillips, Rutherford)                          | alternatieve mix augustus 1968                    | 4:13 |
| 8.  | Image blown out (Banks, Gabriel, Phillips, Rutherford)                              | alternatieve mix augustus 1968                    | 2:12 |
| 9.  | One day (Banks, Gabriel, Phillips, Rutherford)                                      | alternatieve mix augustus 1968                    | 3:08 |
| 10. | Where the sour turns to sweet (Banks, Gabriel, Phillips, Rutherford)                | demo uit voorjaar 1968                            | 3:14 |
| 11. | In the beginning (Banks, Gabriel, Phillips, Rutherford)                             | demo uit voorjaar 1968                            | 3:31 |
| 12. | The magic of time (Banks, Gabriel, Phillips, Rutherford)                            | demo uit voorjaar 1968                            | 2:01 |
| 13. | Hey! (Banks, Gabriel, Phillips, Rutherford)                                         | demo uit maart 1968                               | 2:28 |
| 14. | Hidden in the world of dawn (Banks, Gabriel, Phillips, Rutherford)                  | demo uit herfst 1967                              | 3:10 |
| 15. | Sea bee (Banks, Gabriel, Phillips, Rutherford)                                      | demo uit herfst 1967                              | 3:05 |
| 16. | The mistery of the Flannan Island Lighthouse (Banks, Gabriel, Phillips, Rutherford) | demo uit herfst 1967                              | 2:36 |
| 17. | Hair on the arms and legs (Banks, Gabriel, Phillips, Rutherford)                    | demo uit herfst 1967                              | 2:42 |
| 18. | She’s beautiful (Banks, Gabriel, Phillips, Rutherford)                              | werd Serpent met andere tekst demo uit zomer 1967 | 3:47 |
| 19. | Try a little sadness (Banks, Gabriel, Phillips, Rutherford)                         | demo uit zomer 1967                               | 3:21 |
| 20. | Patricia (Banks, Gabriel, Phillips, Rutherford)                                     | werd Hiding met tekst demo Pasen 1967             | 3:05 |